# Amberana maromandiana
Amberana maromandiana är en insektsart som beskrevs av Victor Lallemand 1949. Amberana maromandiana ingår i släktet Amberana och familjen spottstritar.
Artens utbredningsområde är Madagaskar. Inga underarter finns listade i Catalogue of Life.